# (6813) Amandahendrix
(6813) Amandahendrix ist ein Asteroid des äußeren Hauptgürtels, der am 7. November 1978 von den US-amerikanischen Astronomen Eleanor Helin und Schelte John Bus am Palomar-Observatorium (IAU-Code 675) entdeckt wurde.
Der Asteroid wurde am 25. September 2018 nach der US-amerikanischen Planetenforscherin Amanda Hendrix (* 1968) benannt, die für ihre Arbeiten zur Erforschung von Planetenoberflächen mittels UV/VIS-Spektroskopie bekannt ist.